# Martin Pope
Martin Pope (né Isidore Poppick le 22 août 1918 à Manhattan et mort le 27 mars 2022 à Brooklyn) est un chimiste américain, professeur émérite à la New York University.

## Biographie
Ses découvertes sur les contacts ohmiques et ses recherches, dans le champ des isolants et semi-conducteurs organiques, ont conduit à l'élaboration de techniques permettant aux semi-conducteurs organiques de conduire des courants importants et de convertir de l'électricité en lumière et vice versa. Ces découvertes ont trouvé des applications dans les domaines de l'électrophotographie, des diodes électroluminescentes organiques (OLED), des cellules photovoltaïques, des nez électroniques, des transistors, de l'électronique moléculaire et des batteries. Pour ses travaux, Martin Pope a reçu la Médaille Davy en 2006.